# Ronaldo Schmitz

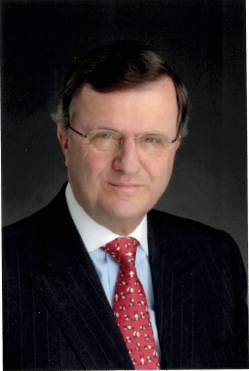
Ronaldo Hermann Schmitz (2013)

Ronaldo Hermann Schmitz (* 30. Oktober 1938 in Porto Alegre, Brasilien) ist ein deutscher Manager und Banker.

## Ausbildung
Nach dem Abitur in Rio de Janeiro studierte Schmitz von 1958 bis 1962 Betriebs- und Volkswirtschaftslehre an der Universität zu Köln. Zeitgleich wurde er bei Corps Hansea Köln aktiv, wo er bis heute Mitglied ist. 1965 wurde er an der Universität Köln mit einer Arbeit über die Unternehmensführung in der brasilianischen Industrie zum Dr. rer. pol. promoviert. Er absolvierte am Insead in Fontainebleau ein MBA-Programm.

## Exekutive Führungspositionen
Nach seinem Berufseinstieg bei der Deutschen Treuhandgesellschaft im Jahr 1965 wechselte Schmitz zwei Jahre später zur BASF nach Ludwigshafen am Rhein. Zwischen 1974 und 1977 ging er für das Unternehmen als Geschäftsführer der BASF Española nach Spanien. Anschließend war Schmitz als Vorsitzender der BASF Farben + Fasern AG in Münster tätig. 1980 wurde er in den Vorstand der BASF berufen, zuständig für die Bereiche Grundchemikalien, Öl + Gas sowie für den Rohstoffeinkauf. 1985 übernahm Schmitz zusätzlich das Ressort Finanzen. Die Vorstandstätigkeit war insbesondere von dem Bemühen um die Sicherstellung wettbewerbsfähiger Rohstoff- und Energiekosten am deutschen Standort geprägt. In diesem Kontext forderte er wiederholt, den „Kurzschluß im Wettbewerb“ der Stromanbieter zu beheben und die in Deutschland existierenden Gebietsmonopole und unflexiblen Bedingungen der Stromlieferanten aufzulockern. Auch eine Verlagerung des Stromimports aus dem französischen Ausland wurde in diesem Zusammenhang von Schmitz angeregt.
1990 wechselte Schmitz von der BASF zur Deutschen Bank. Bei dem Finanzinstitut war er verantwortlich für die Bereiche Global Investment Banking sowie für die Region Nordamerika. 1991 trat er in den Vorstand des Kreditinstituts ein, dem er bis zu seinem Ruhestand im Jahr 2000 angehörte. Während seiner Zeit im Vorstand der Deutschen Bank baute diese ihren Investmentbankingbereich erfolgreich aus. Dies wurde entscheidend durch die Übernahme der britischen Investmentbank Morgan Grenfell vorangetrieben. Schmitz war Mitglied des dafür zuständigen Boards und als solcher maßgeblich am Auf- und Ausbau dieser neu ausgerichteten Investmenteinheit beteiligt. Schmitz setzte sich in diesem Kontext aktiv ein für eine international vernetzte Positionierung der Deutschen Bank im Bereich Investmentbanking und für die Steuerung dieser Aktivitäten aus der Londoner City heraus: „Eines steht fest: Unser Heimatstandort Frankfurt profitiert, wenn wir via London in der Lage sind, auf der Klaviatur des internationalen Investmentbankings zu spielen.“ Tatsächlich wurde der Bereich des Investmentbanking Mitte der 1990er Jahre nach London verlegt. In den Jahren 1998/1999 wurde zudem auf Initiative des zuständigen Vorstands Schmitz mit der Übernahme der US-amerikanischen Bankers Trust der Investmentbanking-Sektor weiter gestärkt und damit neben der angelsächsischen auch die nordamerikanische Expertise in die Deutsche Bank eingegliedert. „Der Kauf von Bankers Trust katapultiert die Deutsche Bank an die Weltspitze“, betitelte etwa der Focus die transatlantische Transaktion. Schmitz blieb der Deutschen Bank zudem auch nach seinem Ausscheiden im Jahr 2000 als Mitglied des Beraterkreises bis zum Jahr 2005 verbunden.

## Aufsichtsrats- und Verwaltungsratspositionen
- Seit 2006 ist Schmitz Mitglied des Aufsichtsrats des Istituto per le Opere di Religione (IOR), dessen Vizepräsident er seit dem Jahr 2009 ist.[12] Zwischen Juni 2012 und Februar 2013 war er zudem auch Präsident ad interim.[13] Ihm folgte Ernst von Freyberg, der seitdem Präsident des Finanzinstituts ist.[14] Schmitz begleitet und unterstützt den tiefgreifenden Reformkurs beim IOR aktiv in seiner Rolle als stellvertretender Präsident des Instituts.[15]
- Seit 2005 ist Schmitz Mitglied des Aufsichtsrats bei dem Sensorenhersteller Sick.[16] *Seit 2005 ist Schmitz Mitglied des Verwaltungsrats des US-amerikanischen Industrieunternehmens Cabot Corporation.[17]
- Seit 1986 ist Ronaldo Schmitz Mitglied des Gesellschafterausschusses des privaten Frankfurter Bankhaus Metzler.[18]

Frühere Posten
- Von 2001 bis 2010 war Schmitz Mitglied des Group Boards der Londoner Legal & General.[19]
- Von 1997 bis 2009 war Schmitz Mitglied des Group Boards von GlaxoSmithKline. Zwischen 2001 und 2006 hatte er zudem den Vorsitz über die Revisionsabteilung des britischen Pharmakonzerns inne.
- Zwischen 1992 und 2009 war Schmitz Mitglied des Verwaltungsrats des US-amerikanischen Unternehmens Rohm and Haas.
- Von 1994 bis 2000 war Schmitz Vize-Präsident des Aufsichtsrates von Bertelsmann.
- Schmitz war von 1993 bis 1998 Aufsichtsratsvorsitzender der Metallgesellschaft (MG). Das Unternehmen geriet im Jahr 1993 durch Öltermingeschäfte des Vorstandsvorsitzenden Heinz Schimmelbusch an den Rand der Zahlungsunfähigkeit. Schmitz entließ daraufhin sowohl Schimmelbusch als auch den Finanzvorstand Meinhard Forster und löste die Positionen auf. Es wurde Kritik am Krisenmanagement Schmitzs geäußert – dieses sei stark von der persönlichen Auseinandersetzung mit Schimmelbusch sowie seiner Nähe zur Deutschen Bank geprägt gewesen.[20] Ein in Auftrag gegebenes Gutachten des Unternehmens sprach Schmitz 1994 allerdings von jeglicher Verantwortlichkeit für die Unternehmenskrise frei:[21] „Für die damalige Beinahe-Pleite der MG trage der Ex-Vorstand der Firma die Verantwortung. Sondergutachten hätten gezeigt, daß weder dem Aufsichtsrat noch Schmitz eine Pflichtverletzung vorgeworfen werden könne.“[22]
- Von 1990 bis 1996 saß Schmitz zudem im Aufsichtsrat der Kaufhof.